# Union Company
L'Union Steam Ship Company of New Zealand Limited – mieux connue sous les noms d'Union, d'Union Company, d'Union Steam Ship Company (USS Co), ou encore d'Union Line quand il n'y a aucun risque de confusion – est une entreprise de transport maritime créée en 1875 à Dunedin, en Nouvelle-Zélande.
Fondée par James Mills (en), avec le soutien du constructeur naval écossais Peter Denny (en), elle a été la plus grande compagnie de transport maritime de l'hémisphère sud et le plus grand employeur du secteur privé en Nouvelle-Zélande. Elle est rachetée par le géant du transport maritime Peninsular and Oriental Steam Navigation Company (P&O), à l'époque de la Première Guerre mondiale. Elle est ensuite vendue à un consortium australasien en 1972 et dissoute à la fin du XXe siècle.

## Histoire

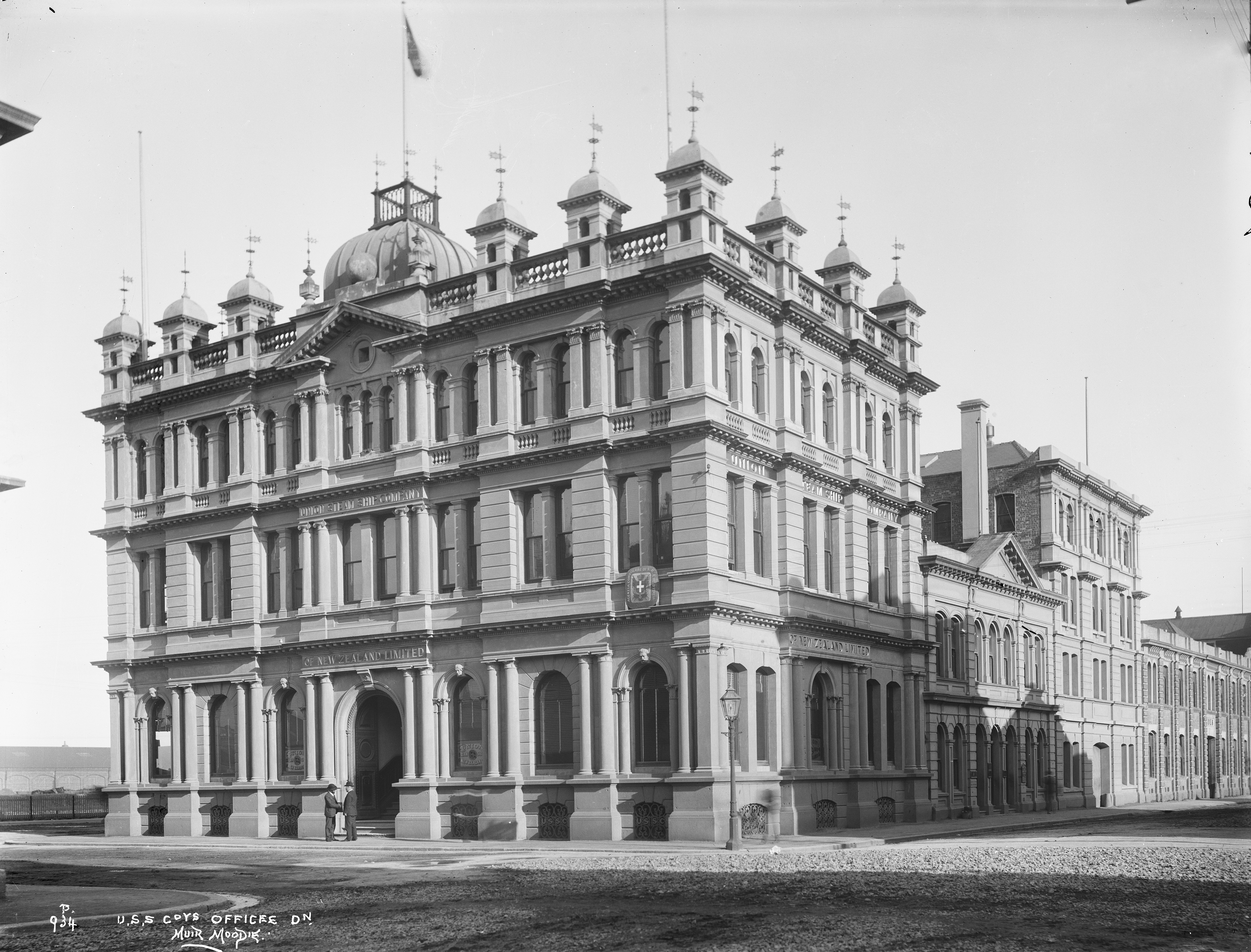
Siège social, rue Water à Dunedi, construit en 1883.

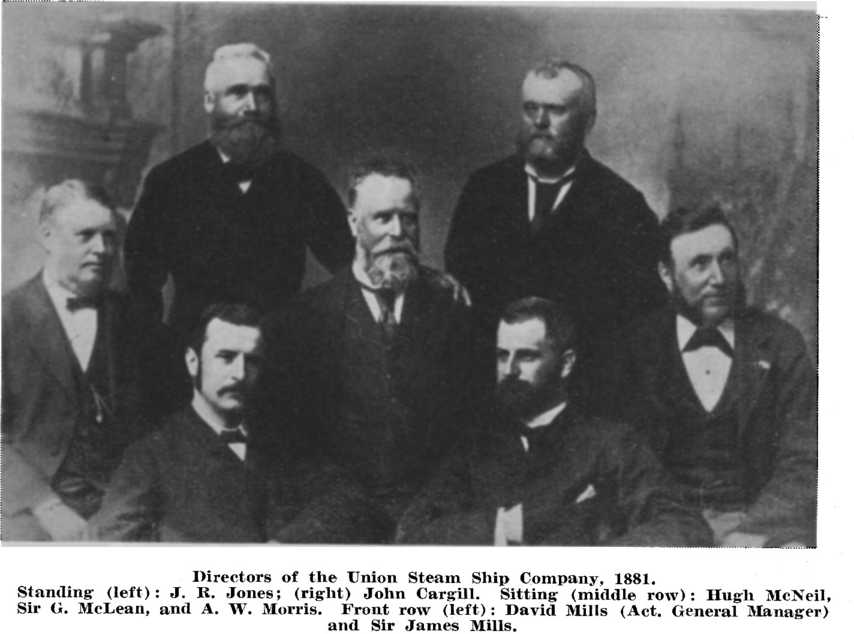
Cinq administrateurs (à l'arrière-plan) de l'Union Steam Ship Company, en 1881, dont John Richard Jones, John Cargill et George McLean ; David et James Mills sont au premier plan.

James Mills (en), un homme d'affaires néo-zélandais, travaillait pour Johnny Jones (pionnier), un colon néo-zélandais, et sa compagnie maritime, la Harbor Steam Company. Après la mort de Jones en 1869, Mills tente à deux reprises de lancer sa propre société, l'Union Steam Ship Company of New Zealand Limited. Cela ne suscite toutefois pas suffisamment d'intérêt(s) auprès des investisseurs locaux. Cependant, en 1875, il trouve le soutien du constructeur naval écossais Peter Denny (en), en échange de commandes de l'Union Steam Ship au chantier naval Denny's Dumbarton. Le Hawea et le Taupo sont construits par Denny, tous deux de grands navires selon les normes locales. Ils arrivent en Nouvelle-Zélande dans le courant de l'année 1875 et entrent en service. Le 1er juillet 1875, l'Union Steam Ship reprend les navires de la Harbor Steam Company.

### Concurrence locale
L'Union Steam Ship devient une compagnie maritime majeure et est surnommée « The Southern Octopus » (« la pieuvre du sud »). Elle a un quasi-monopole sur le transport à travers la mer de Tasman, reprenant petit à petit les différentes entreprises de transport qui permettent de traverser cette mer ou opèrent le long des côtes (Anchor, Canterbury Steam, Richardson & Co et Holm)[réf. nécessaire].

### Traversée de la mer de Tasman

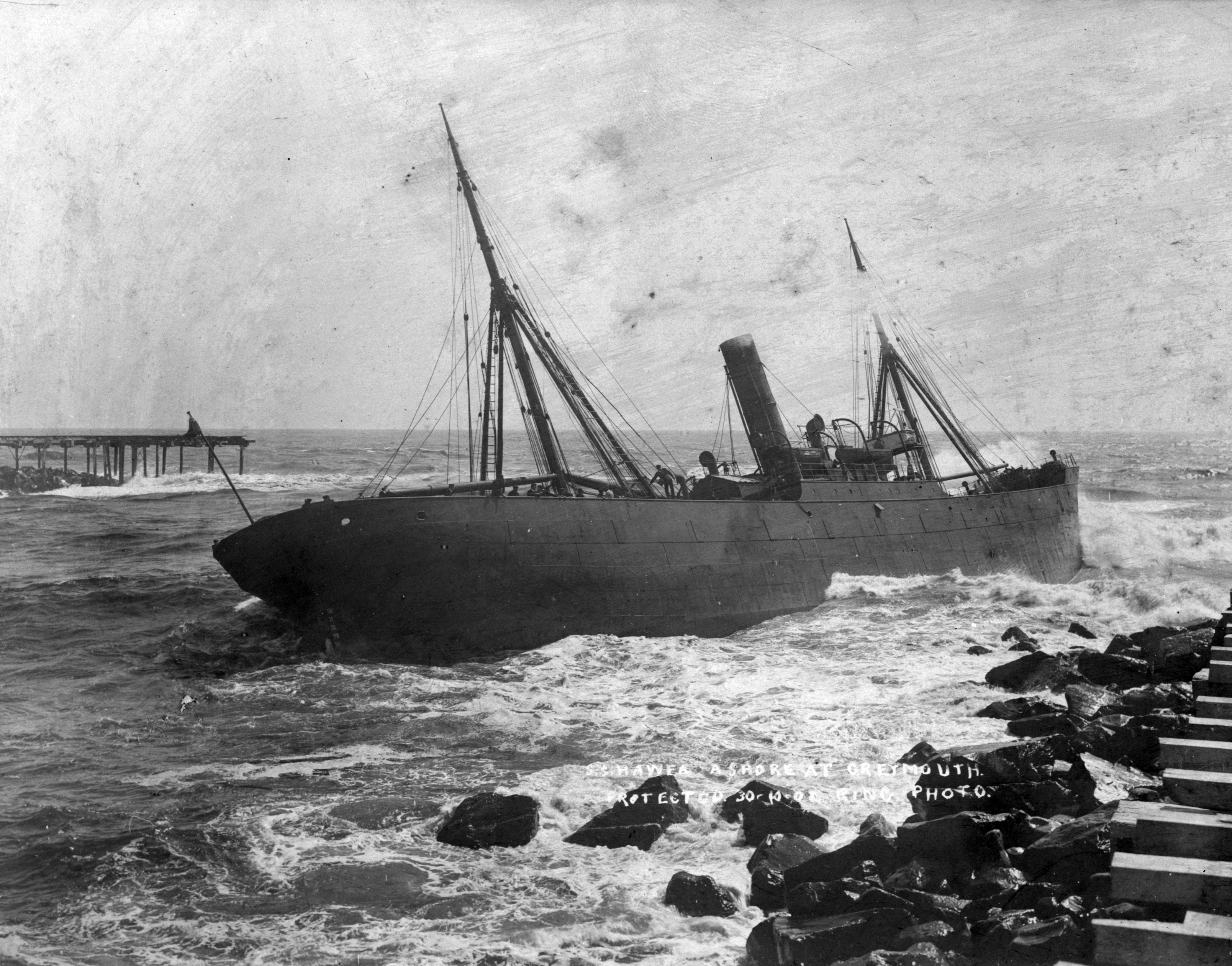
LHawea échoué à l'entrée de la rivière Grey, 1908.

À partir de 1889, il y a une compétition entre trois compagnies,  l'Union Steam Ship (USSCo), la Huddart Parker (en) et la Tasmanian Steam Navigation Company (en) ou TSNCo, sur les routes navigables de Tasmanie (Melbourne - Launceston, Hobart - Melbourne et Hobart - Sydney). TSNCo n'a pas d'autres lignes, pour absorber ses pertes sur ces tronçons tasmaniens, et est rachetée par l'USSCo en 1891. La rivalité entre l'USSCo et Huddart Parker durera jusqu'en 1895, malgré un accord antérieur en 1893. Il y a une sous-cotation des tarifs et des bateaux à vapeur, qui se suivent, d'un port à l'autre. Le Rotomahana et le Mararoa de l'USSCo naviguent aux côtés du Miowra et du SS Warrimoo (en), avec d'autres navires comme le Te Anau et le Manapouri naviguant avant et après et encadrant les navires de la Huddart Parker. L'accord de 1895 entre les deux compagnies met en commun les profits et les pertes sur le trajet Auckland-Sydney ; les bénéfices engendrés sur la ligne Melbourne-Launceston sont répartis en 4/7èmes pour l'USSCo et 3/7èmes pour la Huddart Parker. Le transport de passagers sur la ligne Sydney-Hobart est exclu, mais le commerce de fret et de denrées est réparti en deux tiers pour l'USSCo et un tiers pour la Huddart Parker. En 1897, le célèbre romancier Mark Twain critique, dans son carnet de voyage En suivant l’équateur, les conditions de voyage sur un navire de l'Union Company. 
Mills est fait chevalier en 1907 et élevé au rang de KCMG en 1909. Après 1907, il réside au Royaume-Uni et meurt à Londres en 1936. En 1914, l'Union Steam Ship compte 75 navires. Il s'agit dès lors de la plus grande compagnie maritime de l'hémisphère sud et du plus grand employeur privé de Nouvelle-Zélande.

### P&O
En 1917, les actionnaires de P&O sont invités à confirmer l'achat antérieur de l'Union Steam Ship par leurs administrateurs et indiquent que l'USSCo a un commerce de cabotage précieux en Nouvelle-Zélande, des connexions avec l'Inde et l'Australie et une ligne de bateaux à vapeur entre l'Australie, la Nouvelle-Zélande et le Canada. La flotte de l'Union Steam Ship est décrite comme contenant 74 bateaux à vapeur de grande classe, d'un tonnage de 237 860 et d'un âge moyen de 12 ans. 

### Union Airways
Dans les années 1930, l'Union Airways of New Zealand (en) est créée par l'Union Steam Ship et met en place un service aérien à travers la Nouvelle-Zélande. L'Union Airways est nationalisée par le gouvernement en 1947 et rebaptisée National Airways Corporation (en)[réf. nécessaire].

### TNT
L'entreprise australienne de transport routier Thomas Nationwide Transport détenait une part importante du transport routier en Nouvelle-Zélande. En 1971, avec des investisseurs néo-zélandais, TNT achète l'USSCo à la P&O.
En 1990, Union Steam Ship exploite sept navires et est impliquée dans la gestion de navires, le tourisme, l'immobilier et d'autres entreprises. En 2000, la barge Union Bulk effectue son dernier voyage.

### Brierley Investments
À la fin du XXe siècle, Brierley Investments (en) achète toutes les actions, divise l'Union Steam Ship en différentes composantes et en revend le plus possible [réf. nécessaire].
L'Union Steam Ship Company de Nouvelle-Zélande a possédé plus de 350 navires et a fait l'objet d'un certain nombre de livres.

## Ferrys

### Steamer Express de Wellington à Lyttelton

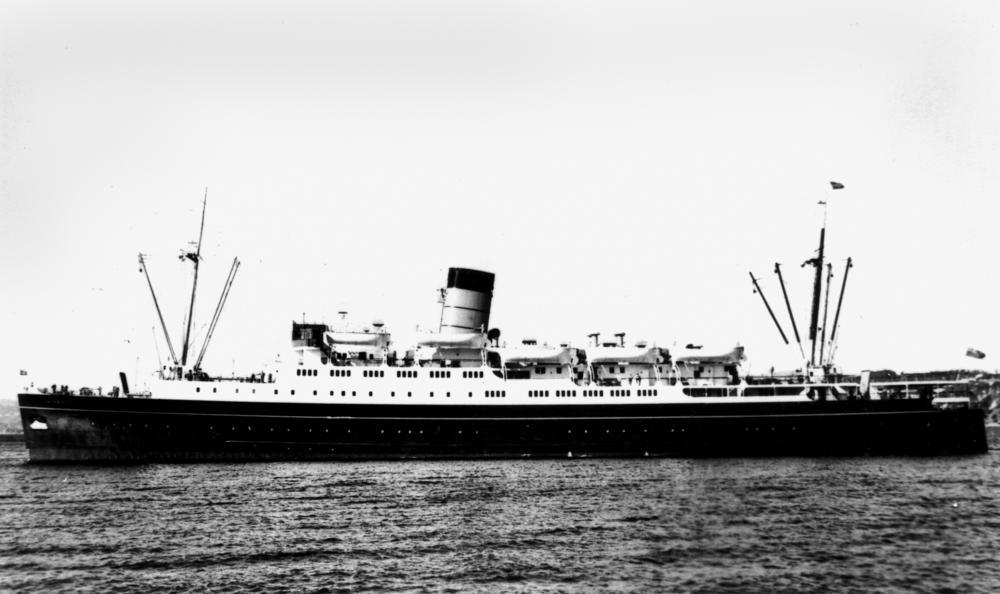
Le Steamer Express TEV Hinemoa, construit en Angleterre en 1946 et mis au rebut à Hong Kong en 1971.

L'Union Steam Ship commence des traversées régulières entre Wellington et Lyttelton en 1895, le SS Penguin (en) effectuant deux allers-retours par semaine. En 1905, cela devient un service quotidien tout au long de l'année. En 1933, le nom « Steamer Express » est adopté pour le service. Au fil des ans, un certain nombre de navires sont utilisés dont deux Maoris, deux Wahines, deux Rangatiras et un Hinemoa.
Le TEV Wahine (en) entre en service en octobre 1966 et sombre à l'embouchure du port de Wellington 18 mois plus tard, en avril 1968. Le TEV Rangatira (1971) (en) entre en service en 1972 et est retiré en 1976, mettant fin au « Steamer Express » Wellington – Lyttelton.

### De Wellington à Picton

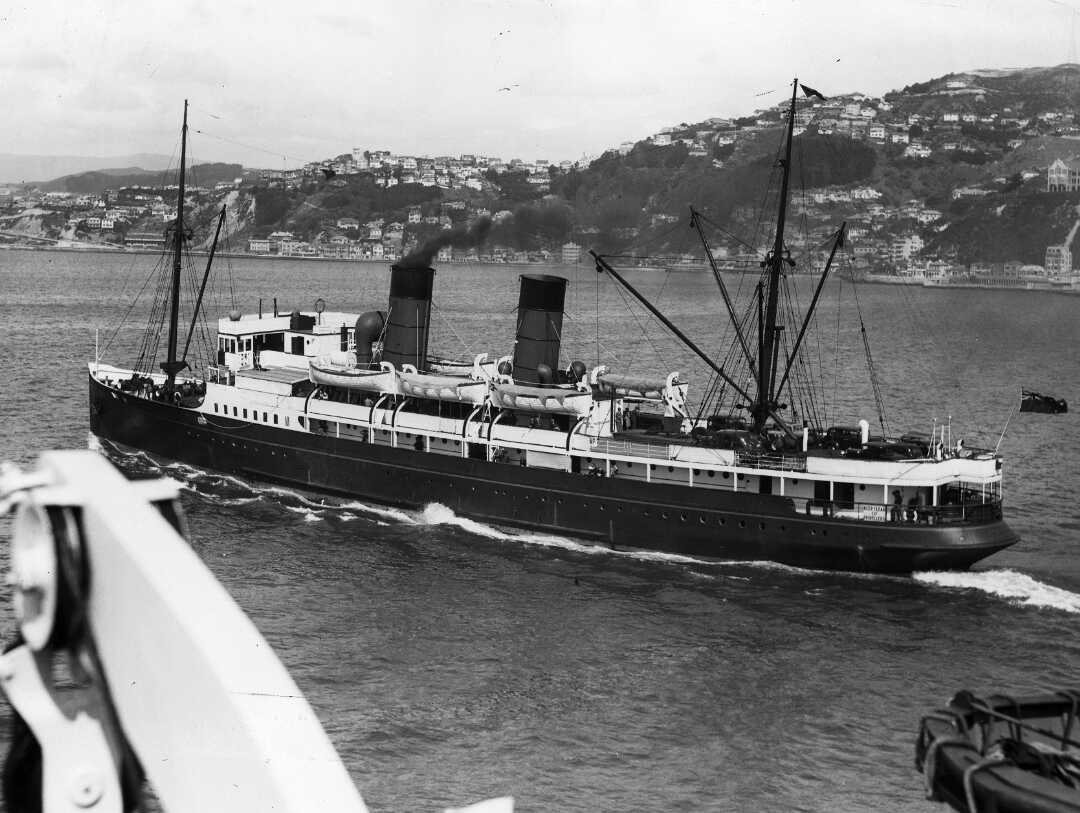
Tamahine, construit en 1925 et mis au rebut en 1962.

Dans ce qui a été décrit comme « une erreur fatale », l'Union Steam Ship annonce en 1956 que le Tamahine doit être retiré de la route Wellington-Picton en 1962, et qu'il est peu probable qu'il soit remplacé (malgré une offre de prêt gouvernemental de 3 millions de dollars). Le concepteur du ferry de remplacement, le GMV Aramoana (en), rappelle que « les médias ont déclaré que toute cette affaire était un faux-fuyant », ajoutant que « si [selon eux] l'Union Steam Ship Company ne pouvait pas faire payer le service, les chemins de fer ne pouvaient certainement pas le faire[pas clair] ».